# Terry Cox
Terry Cox est un batteur britannique né le 13 mars 1937. Il est principalement connu en tant que membre du groupe de folk rock Pentangle.

## Biographie
Terence William Harvey Cox est né à High Wycombe, dans le Buckinghamshire. Après avoir joué avec Blues Incorporated, le groupe du guitariste de blues Alexis Korner, il devient le batteur des groupes folk Duffy's Nucleus (en) (avec qui il n'enregistre qu'un single), Pentangle (avec Bert Jansch et John Renbourn) et The Humblebums (en) (trois albums). Il joue aussi comme musicien de studio pour de nombreux artistes, parmi lesquels David Bowie (sur la chanson Space Oddity), Elton John et Charles Aznavour, qu'il accompagne de 1974 à 1982.  

## Discographie partielle

### Comme membre d'un groupe
Avec Blues Incorporated :
- 1966 : Sky High

Avec Duffy's Nucleus (en) :
- 1967 : Hound Dog / Mary Open the Door (single)

Avec Pentangle :
- 1968 : The Pentangle (en)
- 1968 : Sweet Child (en)
- 1969 : Basket of Light
- 1970 : Cruel Sister (en)
- 1971 : Reflection (en)
- 1972 : Solomon's Seal (en)
- 1984 : Open the Door (en)
- 1986 : In the Round (en)
- 1995 : Live at the BBC
- 2016 : Finale: An Evening with Pentangle
- 2018 : The Lost Broadcasts 1968-1972

Avec The Humblebums (en) :
- 1969 : First Collection of Merry Melodies
- 1969 : The New Humblebums
- 1970 : Open Up the Door

### Comme musicien de studio
- 1968 : Sir John Alot of Merrie Englandes Musyk Thyng and ye Grene Knyghte de John Renbourn
- 1969 : Space Oddity de David Bowie
- 1969 : Birthday Blues (en) de Bert Jansch
- 1969 : Children of the Sun de The Sallyangie
- 1970 : Cucumber Castle des Bee Gees
- 1970 : Elton John d'Elton John
- 1970 : The Fence de Harold McNair
- 1970 : The Lady and the Unicorn (en) de John Renbourn
- 1971 : Love, Death and the Lady (en) de Shirley et Dolly Collins (en)
- 1971 : Pick Up a Bone de Rupert Hine
- 1971 : Rosemary Lane (en) de Bert Jansch
- 1971 : Madman Across the Water d'Elton John
- 1971 : Faro Annie (en) de John Renbourn
- 1972 : Bootleg Him! d'Alexis Korner
- 1973 : Good to Be Alive de Long John Baldry
- 1973 : Surprise de Lynsey de Paul
- 1973 : Weren't Born a Man de Dana Gillespie
- 1973 : Comic Book Heroes de Rick Springfield
- 1973 : Stretch de Scott Walker
- 1974 : First of the Big Bands de Tony Ashton et Jon Lord
- 1974 : Taste Me... Don't Waste Me de Lynsey de Paul
- 1974 : We Had It All de Scott Walker
- 1977 : Schizophonia de Mike Batt
- 1977 : Return to Carnegie de Cleo Laine
- 1977 : Southpaw de Gilbert O'Sullivan
- 1978 : We Were Happy Then de Charles Aznavour
- 1980 : 1980… Charles Aznavour est à l'Olympia de Charles Aznavour
- 1980 : Off Centre de Gilbert O'Sullivan